# Portalanlage (Detmold-Berlebeck)
Die Portalanlage in der Paderborner Straße in Detmold-Berlebeck wurde am 25. Oktober 1990 unter der Nummer 359 in die Liste der Baudenkmäler in Detmold eingetragen.
Ab 1893 wurde Detmold unter Bürgermeister Theodor Petri mit einem Kanalisationsnetz versehen. Gleichzeitig begann man mit dem Bau einer zentralen Wasserversorgung. Dazu wurde eine Leitung zu den Berlebecker Quellen verlegt. Die Wasserversorgung wurde am 11. Dezember 1899 eröffnet. Grafregent Ernst übergab die Quellen „für ewige Zeiten“ an die Stadt Detmold. Die vermeintlich verfassungswidrige Schenkung der Quellen an die Stadt führte zur Berlebecker-Quellen-Affäre und zusammen mit dem Lippischen Erbfolgestreit zum Rücktritt des Regierungschefs Karl Gustav Oskar Miesitscheck von Wischkau.
Die Portalanlage des Wasserwerks an den Berlebecker Quellen wurde nach Plänen des Stadtbaumeisters Nülle aus Werkstein gefertigt. Der Sturz über dem Eisentor trägt die Inschrift Wasserwerk Detmold 1899. Darüber erhebt sich eine Blendarkade mit einem Bildnis des Regenten Ernst zur Lippe-Biesterfeld aus Bronze, welches von Joseph Echteler gestaltet wurde.